# Judie Aronson
Pour les articles homonymes, voir Aronson.
Judie Aronson est une actrice américaine née le 7 juin 1964 à Los Angeles.

## Filmographie

### Cinéma
- 1984 : Vendredi 13 - Chapitre Final (Friday the 13th: The Final Chapter) de Joseph Zito : Samantha
- 1985 : Une créature de rêve (Weird Science) de John Hughes : Hilly
- 1985 : American Warrior (American Ninja) de Sam Firstenberg : Patricia Hickock
- 1988 : One Fine Night (court métrage) de Craig Storper : Bonnie
- 1989 : Après minuit (en) (After Midnight) de Jim Wheat et Ken Wheat : Jennifer
- 1990 : The Sleeping Car de Douglas Curtis : Kim
- 1990 : Cool Blue de Mark Mullin et Richard Shepard : Cathy
- 1992 : Desert Kickboxer de Isaac Florentine: Claudia
- 2000 : Lisa Picard Is Famous (en) de Griffin Dunne : Liz
- 2000 : Deep Core (en) de Rodney McDonald : Lily
- 2001 : Hannibal de Ridley Scott : Reporter
- 2005 : Kiss Kiss Bang Bang de Shane Black : Gift Bag Girl
- 2006 : We Fight to Be Free (court métrage) de Kees Van Oostrum : Emily Chamberlayne
- 2016 : The Secret of 40 (court métrage) de Kourosh Ahari : Marie
- 2021 : 13 Fanboy (en) de Deborah Voorhees : Judie Aronson

### Télévision

#### Séries télévisées
- 1983 : Matthew Star (The Powers of Matthew Star) : Lisa Wellman (saison 1, épisode 15)
- 1983 : Simon et Simon (Simon & Simon) : Young Girl #1 / Ronda (saison 3, épisode 4 et 8)
- 1986 : Mr. Gun (Sledge Hammer!) : Francine Flambo (saison 1, épisode 1)
- 1986 : Dads (en) : Shana (saison 1, épisode 3)
- 1987 : Mr. Belvedere : Linda (saison 3, épisode 21)
- 1987 : La Fête à la maison (Full House) : Raven (saison 1, épisode 2)
- 1987-1988 : Pursuit of Happiness (en) : Sara Duncan (10 épisodes)
- 1989 : Still the Beaver (en) : Jennifer (saison 4, épisode 13)
- 1989 : Charles s'en charge (Charles in Charge) : Luanne (saison 4, épisode 13)
- 1989 : L'ange revient (Sister Kate) : ? (saison 1, épisode 12)
- 1990 : Quoi de neuf docteur ? (Growing Pains) : Cindy (saison 5, épisode 15)
- 1991 : Teech (en) : Gina (saison 1, épisode 10)
- 1991 : Jack Killian, l'homme au micro (Midnight Caller) : Cassie Douglas (saison 3, épisode 22 et 23)
- 1991 : Corky, un adolescent pas comme les autres (Life Goes On) : Phoebe (saison 3, épisode 5)
- 1991 et 1998 : Beverly Hills 90210 : Shelly (saison 1, épisode 12 / saison 3, épisode 29 / saison 8, épisode 27)
- 1993 : Roc (en) : Nancy (saison 2, épisode 20)
- 1996 : Simon (en) : Jackie (saison 1, épisode 21)
- 1996 : Night Stand : Maggie (saison 1, épisode 38)
- 1996 : Les Dessous de Palm Beach (Silk Stalkings) : ? (saison 5, épisode 19)
- 1997 : Surfeurs détectives (en) (High Tide) : Courteney Robbins (saison 3, épisode 13 et 23)
- 1997 : J.A.G. : La fille (saison 3, épisode 1)
- 2001 : Tribunal central (100 Centre Street) : Ms. Seidenman (saison 1, épisode 3)
- 2001 : New York, section criminelle (Law and Order : Criminal Intent) : Valerie Kelmer (saison 1, épisode 9)
- 2004 : Las Vegas : Cheryl Bullock (saison 2, épisode 7)
- 2020 : Coroner's Report : Samantha Lane (saison 1, épisode 4)

#### Téléfilm
- 1984 : Things Are Looking Up de Jeff Bleckner : Randi White